# Hvalfell
Der Hvalfell ist ein vulkanischer Berg, genauer gesagt ein Tafelvulkan, im Westen von Island unweit des Fjords Hvalfjörður. Er befindet sich im Osten der Gemeinde Hvalfjarðarsveit. Sein Volumen wird von Eason et al. (2015) auf 2,9 km3 geschätzt.

## Name
Der Name des Berges bedeutet zu Deutsch Walberg und ist auf eine Volkssage zurückzuführen, nach der dort ein Wal verendet wäre, nachdem er beim Wasserfall Glymur aufgrund einer Verzauberung hinaufgestiegen war.

## Geografie
Hvalfell befindet sich östlich des Fjordes Hvalfjörður und im Inneren des Tales Botnsdalur. Der erloschene Vulkan Botnssúlur liegt im Südosten des Hvalfell.
Östlich des Hvalfell liegt der See Hvalvatn, der über die Botnsá in den Hvalfjörður abfließt. Dabei fällt sie etwa 200 m in die Tiefe. Dieser Wasserfall ist der zweithöchste Wasserfall Islands und heißt Glymur.

## Geologie
Es handelt sich um einen erloschenen Tafelvulkan aus der letzten Eiszeit. Er bildete sich in späteren Phasen der Eiszeit und verschloss durch Ausbrüche, die zunächst unter einem Gletscher begannen, sich dann aber an der Luft fortsetzten, das Botnsdalur Richtung Osten, das vormals um einiges länger gewesen war. Dabei bildete sich auch der See Hvalvatn unterhalb des Berges.
Wie alle Tafelberge hat Hvalfell sehr steile Flanken.

## Wandern auf den Hvalfell
Man kann von Stóra-Botn aus auf den Hvalfell gehen, z. B. indem man der Ostseite des Flüsschens Botnsá am Glymur entlang folgt.